# Malcesine
Malcesine là một đô thị ở tỉnh Verona trong vùng Veneto của Ý, có cự ly khoảng 120 km về phía tây bắc của Venice và khoảng 40 km về phía tây bắc của Verona. Tại thời điểm ngày 31 tháng 12 năm 2004, đô thị này có dân số 3.498 người và diện tích là 68,2 km².
Đô thị Malcesine có các frazioni (đơn vị trực thuộc, chủ yếu là các làng) Cassone and Navene.
Malcesine giáp các đô thị: Avio, Brentonico, Brenzone, Ferrara di Monte Baldo, Limone sul Garda, Nago-Torbole, Riva del Garda, Tignale và Tremosine.
Malcesine nằm ở bờ hồ Garda, hồ lớn nhất Ý.

## Hình ảnh

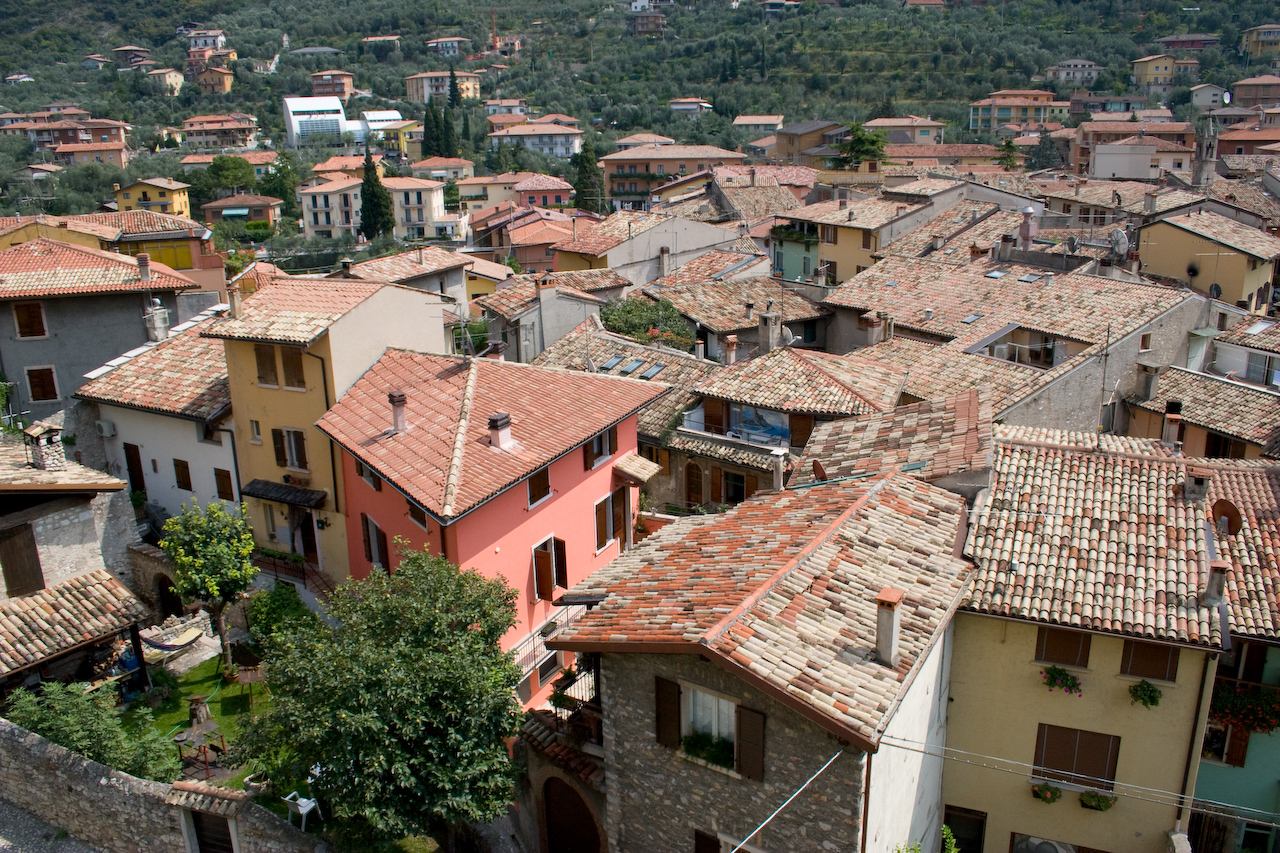
phố cổ Malcesine
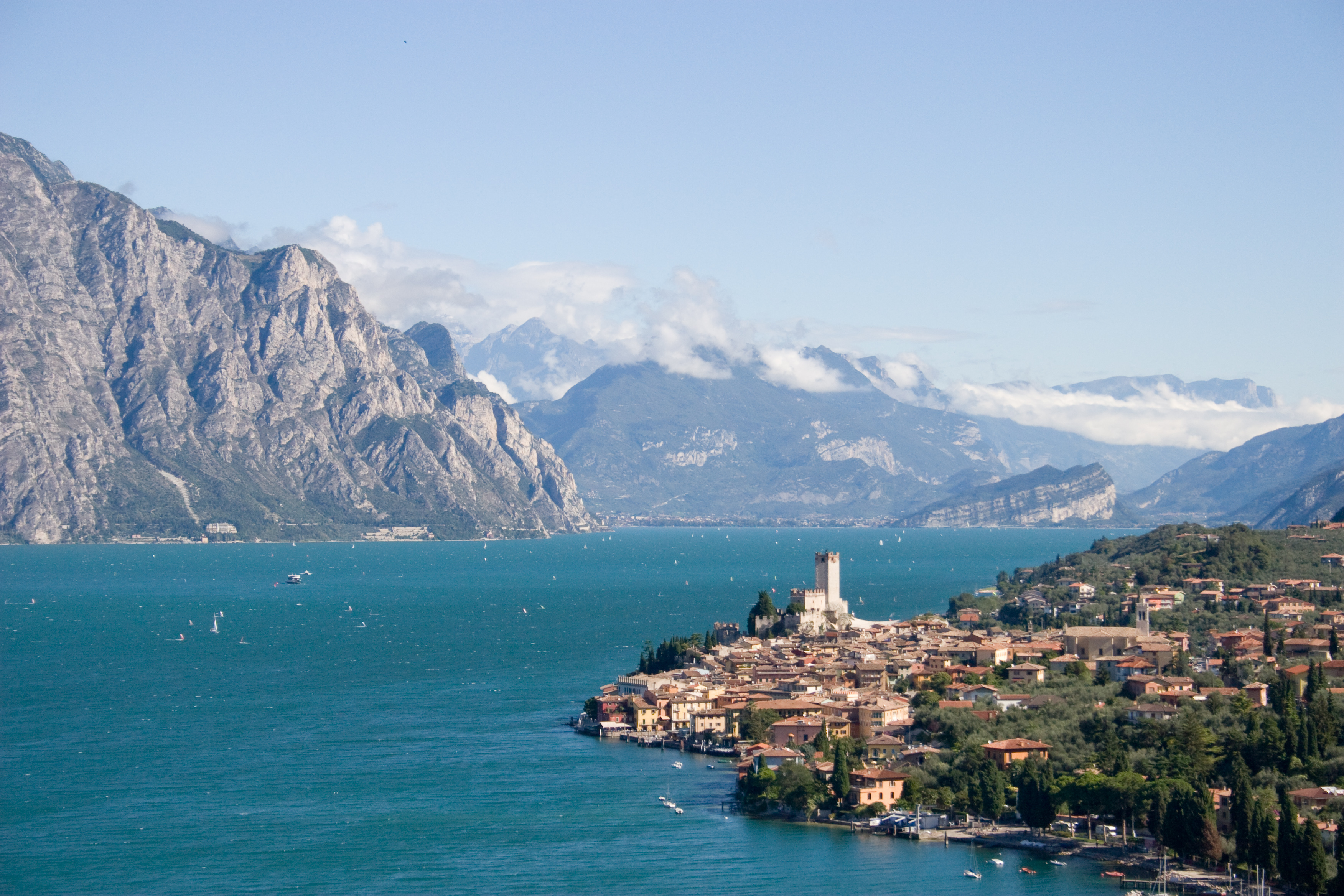
Malcesine, Castello Scaligeri và phía nam hồ Garda
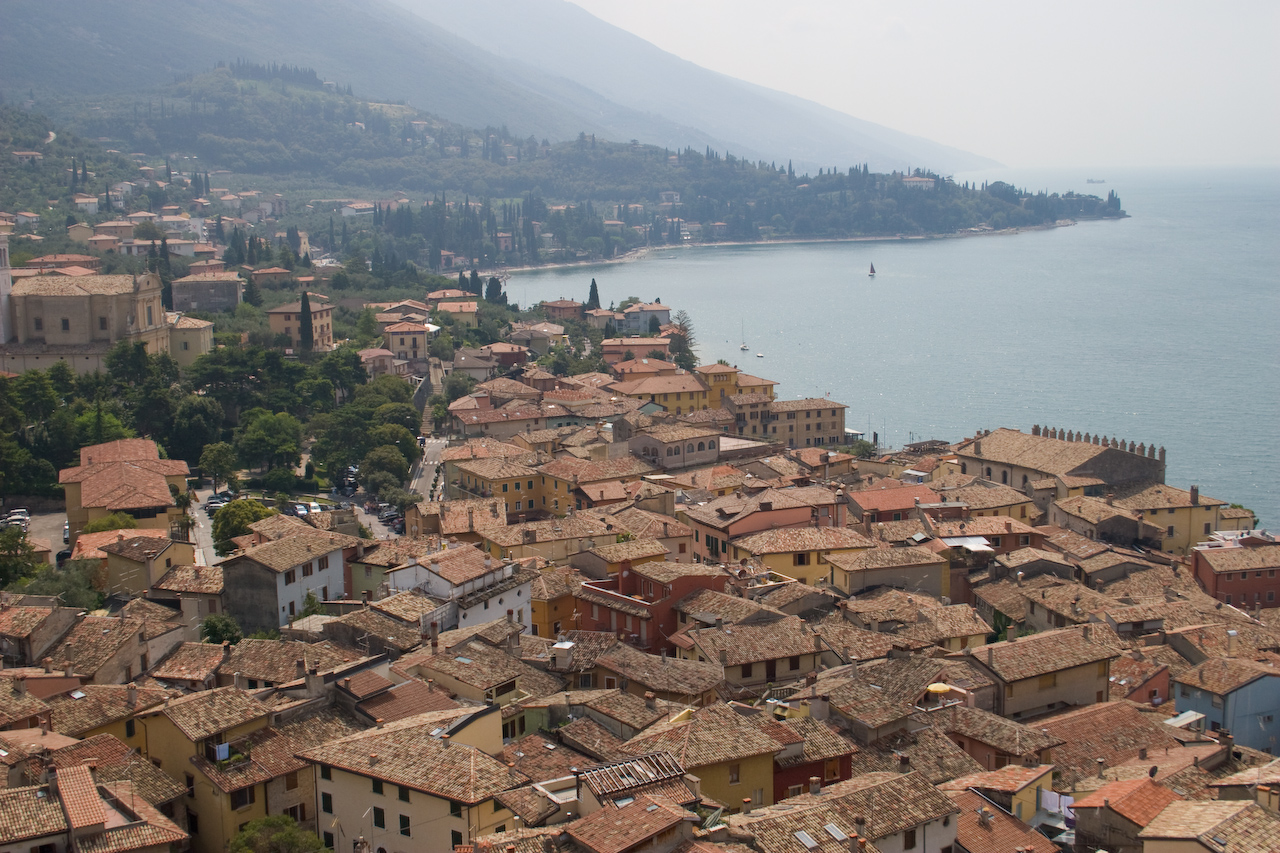
phố cổ Malcesine
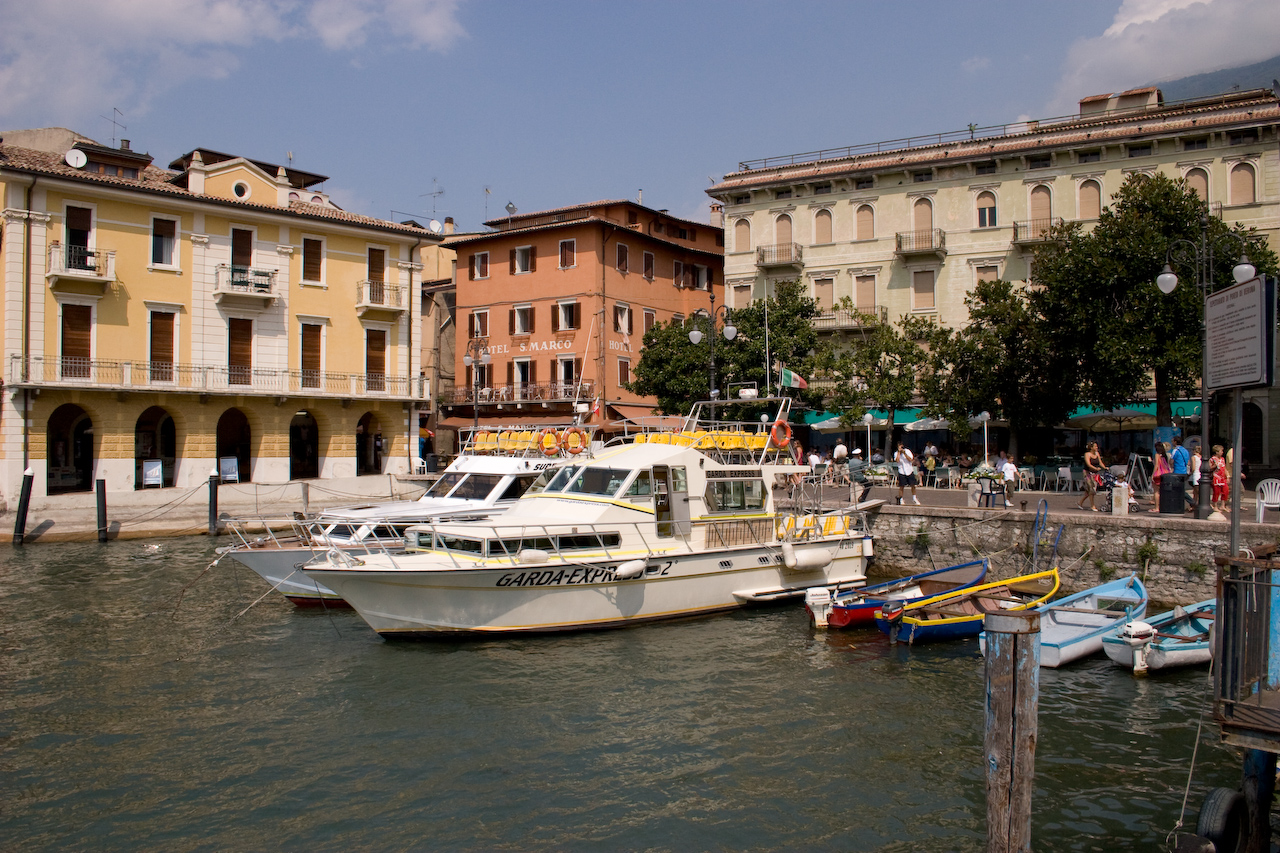
bến cảng Malcesine